# Upojenie senne
Upojenie senne (zryw przysenny, stan zamroczenia przysennego, zespół Elpenora, elpenoryzm) – krótko trwający stan psychotyczny, pojawiający się po nagłym obudzeniu u predysponowanych osób. Należy do parasomni. Wyraża się jakościowymi zmianami świadomości (zamroczenie) występującymi bezpośrednio po obudzeniu tej osoby. Do stanów predysponujących zalicza się osobnicze skłonności, stany wyczerpania, zmęczenia, okresy rekonwalescencji. Nazwa zespołu Elpenora pochodzi od imienia postaci z Odysei Homera. Elpenor był najmłodszym z towarzyszy Odyseusza, który upił się winem i zasnął na dachu domu, a obudzony rano pobiegł przed siebie, spadł z dachu i zginął. Termin wprowadził do medycyny Logre w 1961 roku.
Jednym z najsłynniejszych przypadków takiego stanu był ten który wystąpił u prezydenta Francji Paula Deschanela 23 maja 1920 roku. Podczas nocnej podróży pociągiem, kilkanaście kilometrów przed Montbrison, w samej piżamie wypadł przez okno. Prezydenta z zakrwawioną twarzą i poobijanego, ale tylko lekko rannego, spotkał odźwierny André Radeau. Deschanel miał mu się przedstawić: "jestem prezydentem Republiki i wypadłem z pociągu". Później powiedział swojemu podprefektowi, że ma kompletną lukę w pamięci, między momentem otworzenia okna a momentem gdy znalazł się tam gdzie jest. Niewytłumaczalne problemy psychiczne prezydenta zmusiły go do ustąpienia.